# Hamlet (film, 1948)

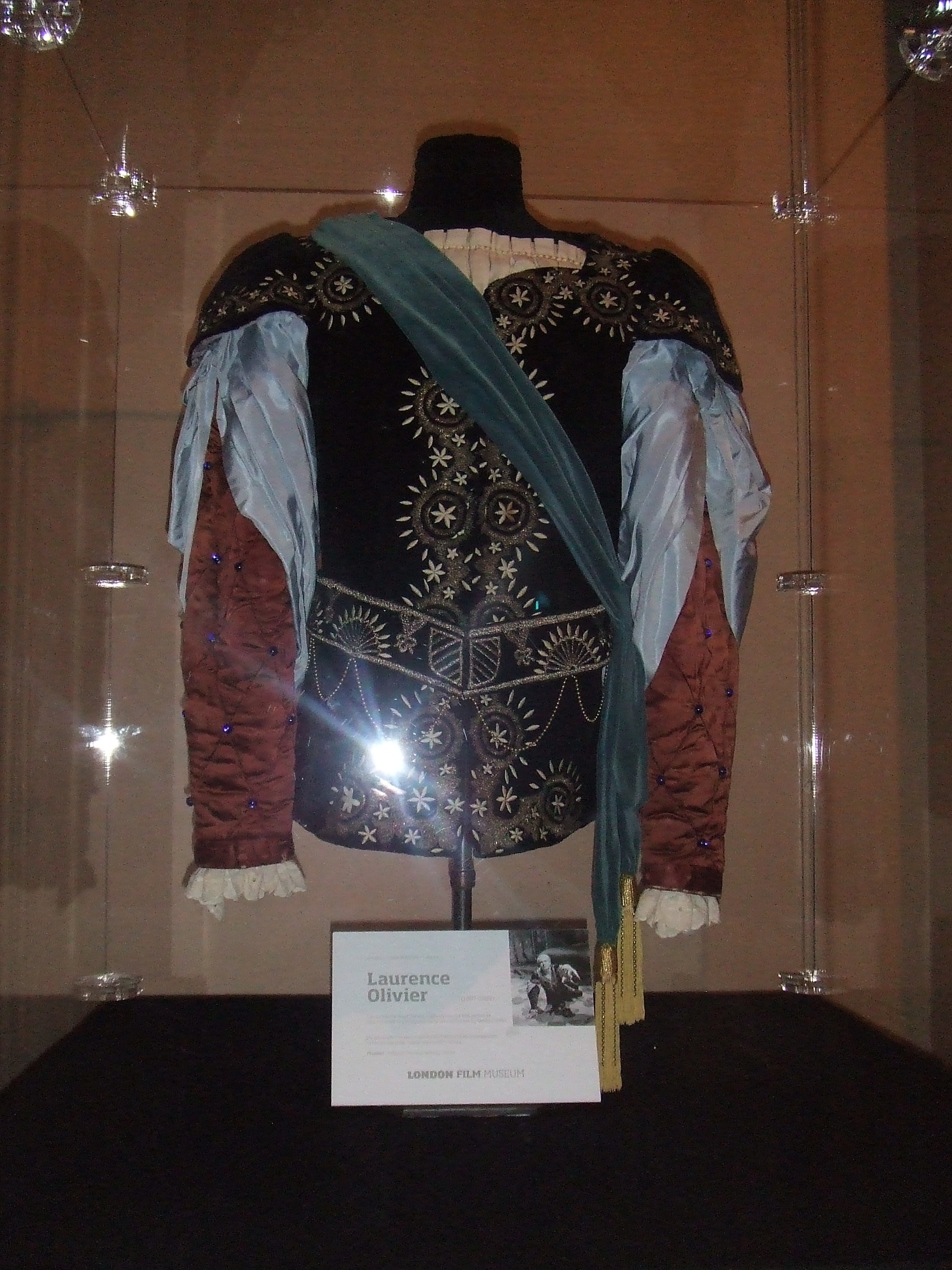
Kostym buren av Laurence Olivier i filmen, vid London Film Museum.

Hamlet är en brittisk dramafilm från 1948 i regi av Laurence Olivier, som även spelar titelrollen. 
Filmen är en filmatisering av Shakespearepjäsen Hamlet från 1603. Hamlet var den andra av de tre Shakespearefilmer, som Olivier regisserade och det var den första ljudfilmen av pjäsen på engelska. De andra två är Henrik V och Richard III. Filmen hade världspremiär den 5 juni 1948 och sverigepremiär den 28 september 1948. 
Filmen erhöll ett stort antal prestigefulla priser, men kom även att kritiseras av Shakespearepurister. Dessa ansåg, att Olivier hade gjort alltför många förändringar och uteslutningar i pjäsens handling. En fyratimmars teaterpjäs hade kortats ned till cirka två timmar.
1999 placerade British Film Institute filmen på 69:e plats på sin lista över de 100 bästa brittiska filmerna genom tiderna.

## Rollista
- Laurence Olivier, Hamlet, prins av Danmark
- Eileen Herlie, Gertrude, drottning av Danmark, Hamlets mor
- Basil Sydney, Claudius, kung av Danmark, Hamlets farbror
- Norman Wooland, Horatio, Hamlets vän
- Felix Aylmer, Polonius, Lord Chamberlain, kungens rådgivare, Ophelias far
- Terence Morgan, Laertes, Polonius son
- Jean Simmons, Ophelia, Polonius dotter
- Peter Cushing, Osric, hovman
- Stanley Holloway, dödgrävaren
- Russell Thorndike,	prästen vid Ophelias begravning
- John Laurie, Francisco, en soldat
- Esmond Knight, Bernardo, en officer
- Anthony Quayle, Marcellus, en officer
- Niall MacGinnis, sjökaptenen
- Harcourt Williams,	förste skådespelare, prologen
- Patrick Troughton,	kungens framställare
- Tony Tarver, drottningens framställare
- Christopher Lee, spjutbärare
- John Gielgud, Hamlets faders vålnads röst
- John McGarry, vålnaden
- Patricia Davidson, hovdam

## Utmärkelser
- Oscar för bästa film.
- Guldlejonet vid filmfestivalen i Venedig.